# Kartal (keresztnév)
A Kartal török eredetű régi magyar férfi személynév, jelentése: sas.

## Gyakorisága
Az 1990-es években szórványos név, a 2000-es években nem szerepel a 100 leggyakoribb férfinév között.

## Névnapok
- március 23.[2]

## Híres Kartalok
- Mészáros Kartal színész, 2017 óta Óbarok polgármestere